# From Chaos to Eternity
From Chaos to Eternity (c англ. «Из хаоса в вечность») — десятый студийный альбом итальянской симфоник-метал-группы Rhapsody of Fire. Это концептуальный альбом, ставший последней главой саги, начатой ещё в 1997 году альбомом Legendary Tales. Это также последний альбом Rhapsody в классическом составе, с гитаристом и основателем группы Лукой Турилли. В его записи также принял участие сессионный музыкант Том Хесс.

## Список композиций
1. «Ad Infinitum» — 1:30
2. «From Chaos to Eternity» — 5:45
3. «Tempesta Di Fuoco» — 4:48
4. «Ghosts of Forgotten Worlds» — 5:35
5. «Anima Perduta» — 4:46
6. «Aeons of Raging Darkness» — 5:46
7. «I Belong to the Stars» — 4:55
8. «Tornado» — 4:57
9. «Heroes of the Waterfalls’ Kingdom» — 19:32
  - I. «Lo Spirito della Foresta» — 00:00—03:16
  - II. «Realm of Sacred Waterfalls» — 03:16—07:57
  - III. «Thanor’s Awakening» — 07:57—10:46
  - IV. «Northern Skies Enflamed» — 10:46—15:29
  - V. «The Splendour of Angels’ Glory (A Final Revelation)» — 15:29—19:43
10. «Flash of the Blade (Iron Maiden)»

## Участники
- Фабио Лионе — вокал
- Лука Турилли — гитара
- Том Хесс — гитара
- Патрис Гуирс — бас-гитара
- Алекс Старополи — клавишные
- Алекс Хольцварт — ударные
- Кристофер Ли — рассказчик